# Dominic Thiem
Dominic Thiem (Bécsújhely, 1993. szeptember 3. –) osztrák hivatásos teniszező. Karrierje során 17 ATP tornán diadalmaskodott. Ezek közül a legnagyobb tornagyőzelme a 2020-as US Open volt.

## Grand Slam-döntői

### Egyéni

#### Elveszített döntői (3)
| Év   | Torna           | Ellenfél a döntőben | Eredmény a döntőben     |
| 2018 | Roland Garros   | Rafael Nadal        | 4-6, 3-6, 2-6           |
| 2019 | Roland Garros   | Rafael Nadal        | 3–6, 7–5, 1–6, 1–6      |
| 2020 | Australian Open | Novak Djokovic      | 4–6, 6–4, 6–2, 3–6, 4–6 |

Megnyert döntői (1)
| Év   | Torna   | Ellenfél a döntőben | Eredmény a döntőben     |
| 2020 | US Open | Alexander Zverev    | 2–6, 4–6, 6–4, 6–3, 7–6 |

## ATP-döntői

### Egyéni

#### Győzelmei (17)
| Összesítés                                            | Összesítés |
| ----------------------------------------------------- | ---------- |
| Grand Slam-torna                                      | (1)        |
| ATP World Tour Masters 1000 / ATP Masters Series      | (1)        |
| ATP World Tour 500 Series / International Series Gold | (2)        |
| ATP World Tour 250 Series / International Series      | (9)        |
| ATP World Tour Finals / Tennis Masters Cup            | (0)        |

|    | Dátum                | Torna                                       | Borítás    | Ellenfél a döntőben   | Eredmény a döntőben |
| 1  | 2015. május 24.      | Open de Nice Côte d’Azur, Nizza             | Salak      | Leonardo Mayer        | 6-7(8), 7-5, 7-6(2) |
| 2  | 2015. július 26.     | Konzum Croatia Open Umag, Umag              | Salak      | João Sousa            | 6-4, 6-1            |
| 3  | 2015. augusztus 2.   | Suisse Open Gstaad, Gstaad                  | Salak      | David Goffin          | 7-5, 6-2            |
| 4  | 2016. február 14.    | Argentina Open, Buenos Aires                | Salak      | Nicolás Almagro       | 7-6(2), 3-6, 7-6(4) |
| 5  | 2016. február 27.    | Abierto Mexicano Telcel, Acapulco           | Kemény     | Bernard Tomic         | 7-6(6), 4-6, 6-3    |
| 6  | 2016. május 21.      | Open de Nice Côte d’Azur, Nizza             | Salak      | Alexander Zverev      | 6-4, 3-6, 6-0       |
| 7  | 2016. június 13.     | Mercedes Cup, Stuttgart                     | Fű         | Philipp Kohlschreiber | 6-7(2), 6-4, 6-4    |
| 8  | 2017. február 26.    | Rio Open presented by Claro, Rio de Janeiro | Salak      | Pablo Carreno Busta   | 7-5, 6-4            |
| 9  | 2018. február 18.    | Argentina Open, Buenos Aires                | Salak      | Aljaz Bedene          | 6-2, 6-4            |
| 10 | 2018. május 26.      | Open Parc Auvergne-Rhône-Alpes Lyon, Lyon   | Salak      | Gilles Simon          | 3-6, 7-6(2), 6-1    |
| 11 | 2018. szeptember 23. | St. Petersburg Open, Szentpétervár          | Kemény (f) | Martin Kližan         | 6-3, 6-1            |
| 12 | 2019. március 17.    | BNP Paribas Open, Indian Wells              | Kemény     | Roger Federer         | 3-6, 6-3, 7-5       |

#### Elveszített döntői (7)
|   | Dátum                | Torna                                | Borítás    | Ellenfél a döntőben   | Eredmény a döntőben |
| 1 | 2014. május 24.      | Bet-at-home Cup Kitzbühel, Kitzbühel | Salak      | David Goffin          | 6-4, 1-6, 3-6       |
| 2 | 2016. május 1.       | BMW Open, München                    | Salak      | Philipp Kohlschreiber | 6-7(7), 6-4, 6-7(4) |
| 3 | 2016. szeptember 25. | Moselle Open, Metz                   | Kemény (f) | Lucas Pouille         | 6-7(5), 2-6         |
| 4 | 2017. április 30.    | Open Sabadell Atlántico, Barcelona   | Salak      | Rafael Nadal          | 4-6, 1-6            |
| 5 | 2017. május 14.      | Mutua Madrid Open, Madrid            | Salak      | Rafael Nadal          | 6-7(8), 4-6         |
| 6 | 2018. május 13.      | Mutua Madrid Open, Madrid            | Salak      | Alexander Zverev      | 4-6, 4-6            |
| 7 | 2018. június 10.     | Roland Garros, Párizs                | Salak      | Rafael Nadal          | 4-6, 3-6, 2-6       |

### Páros

#### Elveszített döntői (2)
| No. | Dátum             | Torna                        | Borítás | Partner           | Ellenfél a döntőben                | Eredmény a döntőben |
| 1.  | 2016. július 23.  | Generali Open, Kitzbühel     | Salak   | Dennis Novak      | Wesley Koolhof / Matwe Middelkoop  | 6–2, 3–6 [9–11]     |
| 2.  | 2019. február 17. | Argentina Open, Buenos Aires | Salak   | Diego Schwartzman | Maximo González / Horacio Zeballos | 1–6, 1–6            |

## Eredményei Grand Slam-tornákon
| Grand Slam | Australian Open | Australian Open       | Roland Garros | Roland Garros   | Wimbledon | Wimbledon         | US Open     | US Open               |
| Év         | Eredmény        | Utolsó ellenfél       | Eredmény      | Utolsó ellenfél | Eredmény  | Utolsó ellenfél   | Eredmény    | Utolsó ellenfél       |
| 2014       | 2.kör           | Kevin Anderson        | 2.kör         | Rafael Nadal    | 1.kör     | Luke Saville      | 4.kör       | Tomáš Berdych         |
| 2015       | 1.kör           | Roberto Bautista Agut | 2.kör         | Pablo Cuevas    | 2.kör     | Fernando Verdasco | 3.kör       | Kevin Anderson        |
| 2016       | 3.kör           | David Goffin          | Elődöntő      | Novak Đoković   | 2.kör     | Jiri Vesely       | 4.kör       | Juan Martín del Potro |
| 2017       | 4.kör           | David Goffin          | Elődöntő      | Rafael Nadal    | 4.kör     | Tomáš Berdych     | 4.kör       | Juan Martín del Potro |
| 2018       | 4.kör           | Tennys Sandgren       | Döntő         | Rafael Nadal    | 1.kör     | Márkosz Pagdatísz | Negyeddöntő | Rafael Nadal          |
| 2018       | 2.kör           | Alexei Popyrin        |               |                 |           |                   |             |                       |

## Év végi világranglista-helyezései
| Év       | 2010 | 2011 | 2012 | 2013 | 2014 | 2015 | 2016 | 2017 | 2018 |
| Helyezés | 921  | 638  | 309  | 139  | 39   | 20   | 8    | 5    | 8    |

## Győzelmei top 10-es játékos ellen évenként
| Szezon    | 2014 | 2015 | 2016 | 2017 | 2018 | 2019 | 2020 |
| Győzelmek | 1    | 0    | 5    | 4    | 5    | 1    | 1    |

### Győzelmei top 10-es játékos ellen részletesen
|      | Ellenfél            | Ranglista | Torna                       | Borítás    | Forduló     | Eredmény         |
| 2014 |                     |           |                             |            |             |                  |
| 1.   | Stanislas Wawrinka  | 3         | Mutua Madrid Open           | Salak      | 2. kör      | 1–6, 6–2, 6–4    |
| 2016 |                     |           |                             |            |             |                  |
| 2.   | Rafael Nadal        | 5         | Argentina Open              | Salak      | Elődöntő    | 6–4, 4–6, 7–6(4) |
| 3.   | David Ferrer        | 6         | Rio Open                    | Salak      | Negyeddöntő | 6–3, 6–2         |
| 4.   | Roger Federer       | 2         | Internazionali BNL d'Italia | Salak      | 3. kör      | 7–6(2), 6–4      |
| 5.   | Roger Federer       | 3         | Mercedes Cup                | Fű         | Elődöntő    | 3–6, 7–6(7), 6–4 |
| 6.   | Gaël Monfils        | 6         | ATP World Tour Finals       | Kemény (f) | Csoportkör  | 6–3, 1–6, 6–4    |
| 2017 |                     |           |                             |            |             |                  |
| 7.   | Andy Murray         | 1         | Open Sabadell Atlántico     | Salak      | Elődöntő    | 6–2, 3–6, 6–4    |
| 8.   | Rafael Nadal        | 4         | Internazionali BNL d’Italia | Salak      | Negyeddöntő | 6–4, 6–3         |
| 9.   | Novak Đoković       | 2         | Roland Garros               | Salak      | Negyeddöntő | 7–6(5), 6–3, 6–0 |
| 10.  | Pablo Carreno Busta | 10        | ATP World Tour Finals       | Kemény (f) | Csoportkör  | 6–3, 3–6, 6–4    |
| 2018 |                     |           |                             |            |             |                  |
| 11.  | Rafael Nadal        | 1         | Mutua Madrid Open           | Salak      | Negyeddöntő | 7–5, 6–3         |
| 12.  | Kevin Anderson      | 8         | Mutua Madrid Open           | Salak      | Elődöntő    | 6–4, 6–2         |
| 13.  | Alexander Zverev    | 3         | Roland Garros               | Salak      | Negyeddöntő | 6–4, 6–2, 6–1    |
| 14.  | Kevin Anderson      | 5         | US Open                     | Kemény     | 4. forduló  | 7–5, 6–2, 7–6(2) |
| 15.  | Nisikori Kei        | 9         | ATP World Tour Finals       | Kemény (f) | Csoportkör  | 6–1, 6–4         |
| 2018 |                     |           |                             |            |             |                  |
| 16.  | Roger Federer       | 4         | BNP Paribas Open            | Kemény     | Döntő       | 3–6, 6–3, 7–5    |